# Ehrenfesthuis
Het Ehrenfesthuis (Witte Rozenstraat 57, Leiden) werd in 1913-1914 gebouwd naar ontwerp van Tatiana Afanassjewa in op het Russische neoclassicisme geïnspireerde vormen. Het diende als woonhuis voor haarzelf en haar echtgenoot, de hoogleraar Paul Ehrenfest. Hun kinderen, de latere wiskundige Tatjana Pavlovna Ehrenfest, Galinka Ehrenfest, die bekend werd als illustrator, en hun twee jongere, in Leiden geboren, broers Paul jr. en Wassik brachten hier hun jeugd door. Het huis is tot de jaren tachtig in familiebezit gebleven.

## Bouw

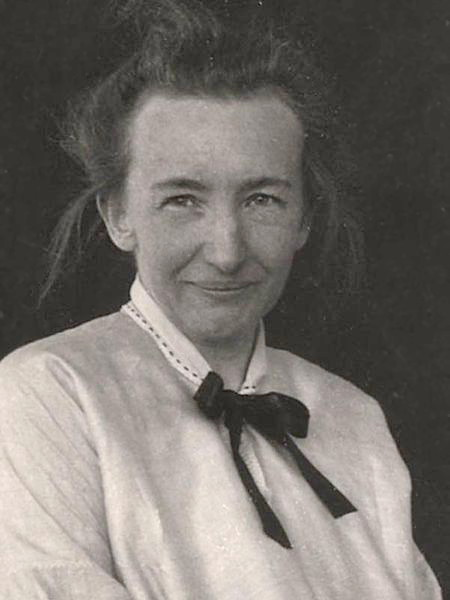
Tatiana Afanassjewa, ca. 1911

De bouw begon in de zomer van 1913 en de oplevering was in juli 1914. Het huis bestaat uit twee bouwlagen en een zolder met kap en is voorzien van een kelder. Het heeft vier gepleisterde lijstgevels, een gesloten straatfaçade en drie meer open gevels met frontons aan de tuinzijden. Het is een relatief recent voorbeeld van laat-classicistische pleisterarchitectuur. De centrale verwarming is uitgevoerd volgens het Russische systeem met horizontale buizen langs de borstweringen. De omschrijving in het Monumentenregister van de Rijksdienst voor het Cultureel Erfgoed begint als volgt:
Het Vrijstaand herenhuis is gebouwd in 1913-1914 naar ontwerp van Tatiana Afanassjewa (1876-1964) in een Laat-Classicistische stijl die zij kende van haar jeugd in Sint-Petersburg. Tegen haar zin is het interieur aangevuld met enkele art-nouveau-onderdelen die niet in een strakkere stijl in de handel waren. Het huis was bestemd als woonhuis voor haar gezin, bestaande uit zijzelf, haar echtgenoot Paul Ehrenfest en hun kinderen, met additioneel gebruik van de grote woonkamer op het Zuid-Oosten als colloquium-zaaltje voor haar man die in 1912 was benoemd tot hoogleraar natuurkunde aan de Leidse Universiteit, terwijl al in de jaren '20 een zolderkamer werd gereserveerd als logeerkamer, voornamelijk voor Ehrenfest's buitenlandse collega's van wie velen, o.a. Einstein en Niels Bohr, hun handtekening daar op de muur hebben gezet. Door de zorg van het Dispuut Huygens zijn in de jaren '70 van de twintigste eeuw twee gedenkstenen ingemetseld in de Noord-Oostmuur aan de straatzijde ter nagedachtenis aan Ehrenfest en aan Tatiana Afanassjewa. Daar Ehrenfest geen professoraat in Petersburg kon krijgen door het voor joden intolerante regime maar door bemoeienis van Einstein en zijn Leidse vrienden hier hoogleraar was geworden, is het huis met recht, zoals het dispuut Huygens memoreert, een monument voor de vrijheid van meningsuiting in Holland.

## Woensdagavondcolloquium
Paul Ehrenfest was in 1912 benoemd tot hoogleraar Theoretische Natuurkunde aan de Universiteit van Leiden. In die tijd werden door de wis- en natuurkundigen in Europa allerlei wetenschappelijke artikelen gepubliceerd over de kwantumtheorie. Men ging dan bij elkaar op bezoek om de wetenschappelijke vorderingen te bespreken. Ook Albert Einstein was een regelmatige gast bij de gastvrije familie Ehrenfest.
Ehrenfest nodigde altijd veel gastsprekers uit voor de woensdagavondcolloquia, die voor studenten en hoogleraren bij hem thuis werden georganiseerd. Bij deze bijeenkomsten verzamelden de bezoekers zich in de grote huiskamer voor het schoolbord waarop de spreker zijn gedachten met krijt kon opschrijven.
Wel golden er bijzondere huisregels. Er mocht niet gerookt worden en ook alcohol en parfum waren taboe. De gasten van ver, zoals Einstein, sliepen op de logeerkamer op de tweede verdieping. Ook andere grote geleerden uit die tijd logeerden in die kamer waarbij zij hun handtekening op de muur schreven als ware het een gastenboek. Onder de namen bevinden zich vijftien Nobelprijswinnaars.

## Gasten
Gasten die hun handtekening op de muur zetten waren onder meer (met datum van bezoek): 
E. Bauer 15-11-1924, N. Bohr 4-3-1928, D. Coster, P.A.M. Dirac V 1925, E. J. Dijksterhuis 10 juli 1928, A. Eichenwald V 1928, A. Einstein 7-23 X 1924, 7-12.2.1928, J. Franck, J. French, A. Frumkin 11-12.11.1924, G. Hertz 7-6-1924, 12-1-1925, Pjotr Kapitsa, O. Klein 4-3-1928, R.A. Millikan 6-6-1923, W. Pauli 25-9-1928, E. Schrödinger 21-3-1928, Annemarie Schrödinger 21-3-1928, O. Veblen, Ada Vogel 7-12 Aug. 1924, B. L. van der Waerden 20-10-1928.

## Gevelstenen
Aan de straatkant zijn de volgende twee gevelstenen geplaatst.

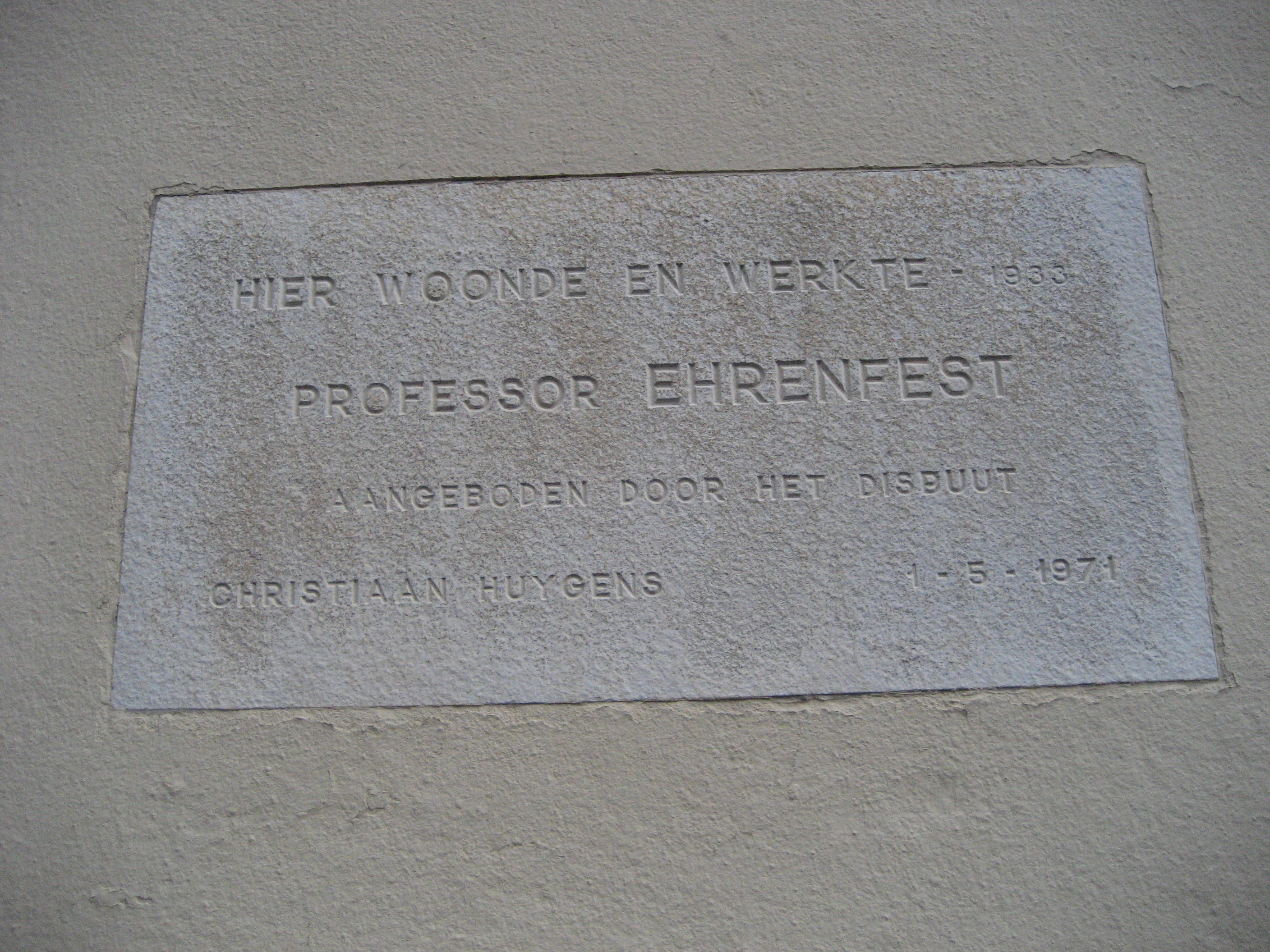
Gedenksteen aan de gevel van het huis van Paul Ehrenfest en Tatiana Afanassjewa, Witte Rozenstraat 57, Leiden. "Hier woonde en werkte - 1933 Professor Ehrenfest aangeboden door het dispuut Christiaan Huygens 1-5-1971"
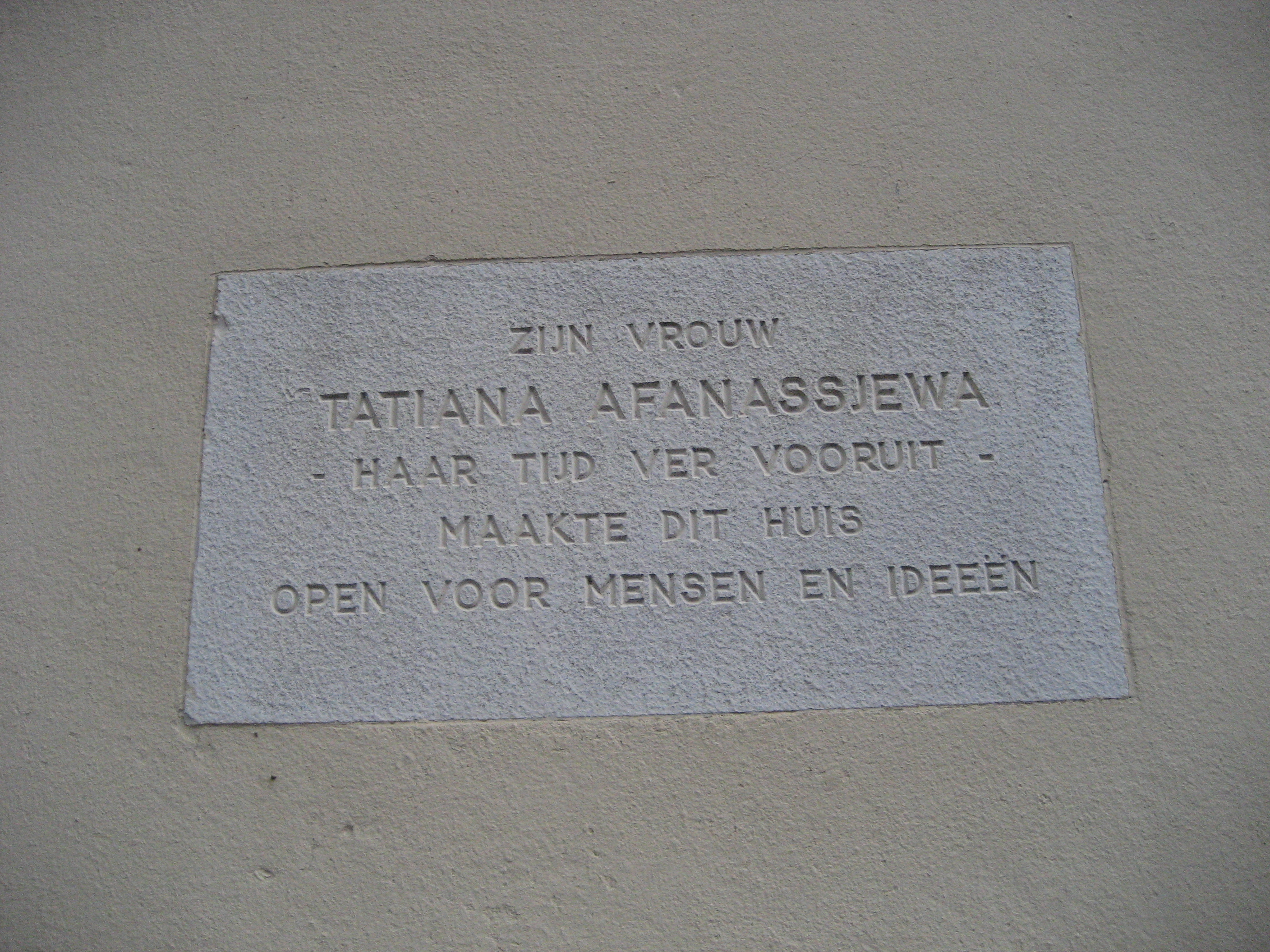
Gedenksteen aan de gevel van het huis van Paul Ehrenfest en Tatiana Afanassjewa, Witte Rozenstraat 57, Leiden. "Zijn vrouw Tatiana Afanassjewa - haar tijd ver vooruit - maakte dit huis open voor mensen en ideeën"

## Galerij

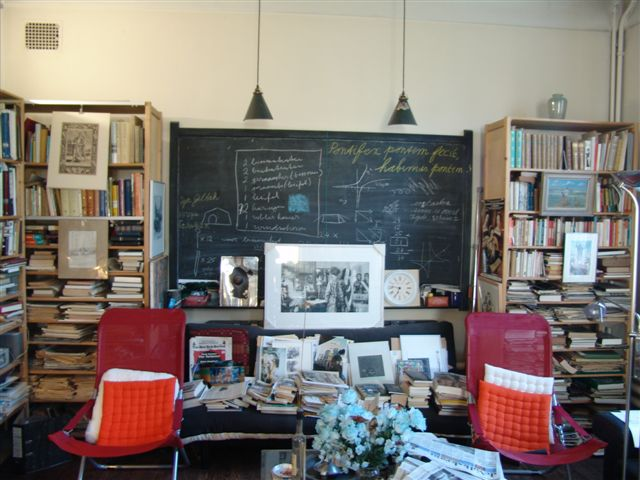
Het schoolbord
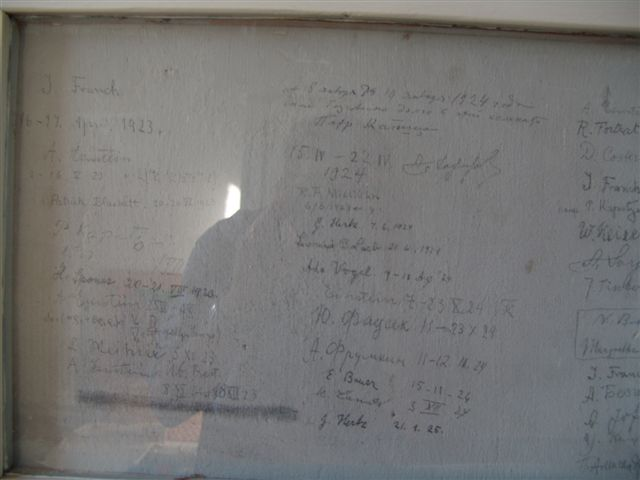
De handtekeningenmuur
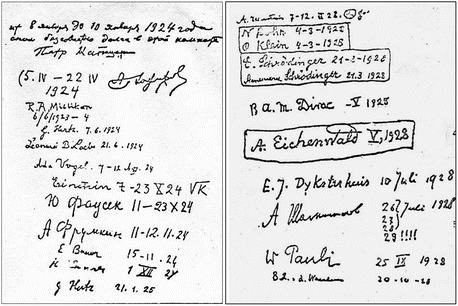
Transcriptie van handtekeningen van geleerden op een muur in Huize Ehrenfest, Witte Rozenstraat, Leiden.
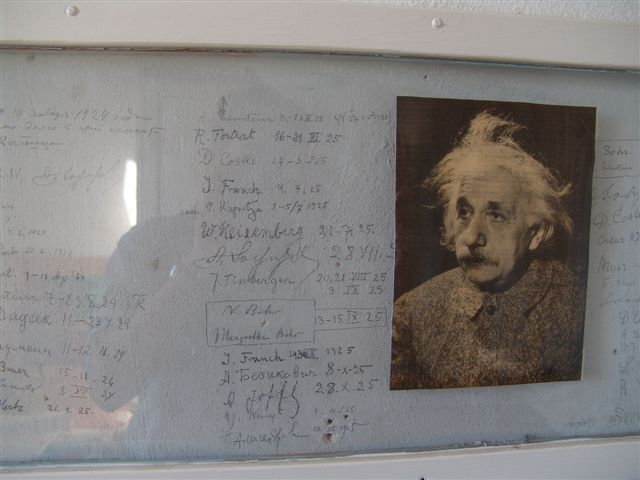
Handtekeningen en afbeelding van Albert Einstein
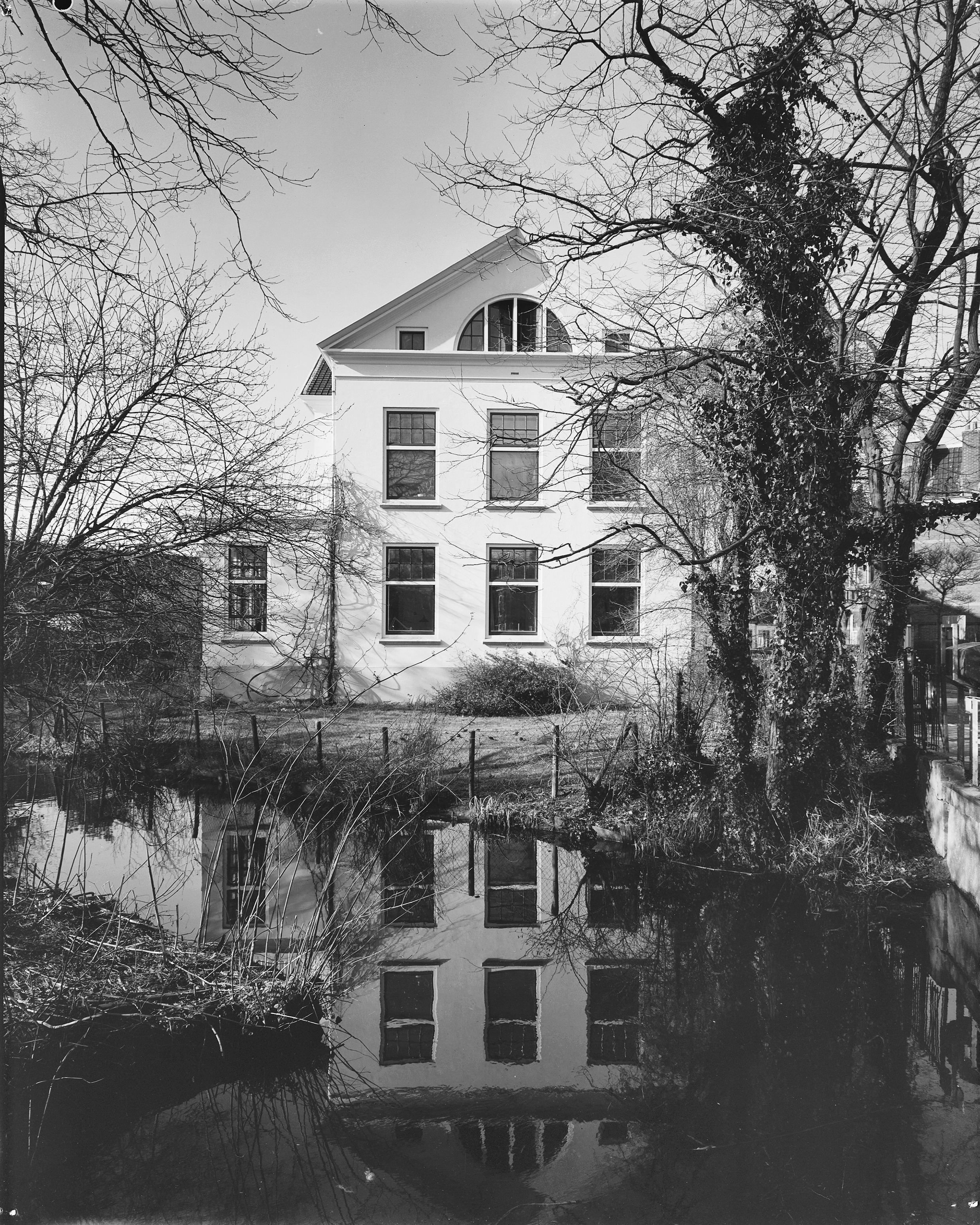
Ehrenfesthuis in 1973